# Adriano Cutraro
Adriano Cutraro (Bünde, 2 gennaio 1982) è un regista e sceneggiatore italiano.

## Biografia
Studia cinema all'Università RomaTre. Nel 2004 realizza in co-regia con Gabriele Galli il corto Un regalo senza parole, presentato al Primo concorso per cortometraggi sulla Pubblica amministrazione italiana con presidente di giuria Gillo Pontecorvo. Il corto si aggiudica il premio della critica. Nel 2005 scrive e dirige il corto Ho Imparato a Volare. Nel 2008 gira Sicilia-Germania, documentario girato all'interno di un pullman di linea che ogni settimana percorre la tratta Palermo-Dortmund.
Nel 2009 insieme a Mirko Melchiorre e Alessandro Pezza fonda la società di produzione Studio Zabalik. Nel 2013 scrive e dirige insieme a Mirko Melchiorre il documentario All'ombra del gigante; l’opera racconta tre storie di speranza e integrazione alle pendici dell’Etna. Ottiene il patrocinio dell’associazione dei romeni in Italia e dell'Accademia di Romania in Roma. Il film viene presentato in anteprima mondiale al Taormina Film Festival 2013, riceve una menzione speciale della giuria al festival internazionale del cinema documentario Marcellino De Baggis e si classifica come "miglior opera sul sociale" al Gold Elephant World.
Tra il 2014 e il 2017, dopo altrettanti anni di ricerche e studio, scrive, produce e dirige il documentario di lungometraggio PIIGS insieme a Federico Greco e Mirko Melchiorre, che affronta il tema della macroeconomia: l'austerità imposta ai Paesi cosiddetti PIIGS è davvero una cura o non è piuttosto una soluzione peggiore del male? Quali sono le ripercussioni sul tessuto sociale ed economico di questi paesi? PIIGS esce in sala in tutta Italia il 27 aprile 2017 con la voce narrante di Claudio Santamaria e ottiene una positiva attenzione critica nonché una sorprendente risposta da parte del pubblico. Pur essendo stato realizzato in maniera del tutto indipendente e finanziato quasi esclusivamente grazie a un crowdfunding lanciato nel 2016, il film, distribuito dalla Fil Rouge Media di Andrea Cirla, rimane nelle sale delle principali città italiane per più di quattro settimane con Circuito Cinema.
Parallelamente, e sorprendentemente, centinaia di persone da ogni parte d'Italia hanno richiesto PIIGS a gran voce nelle città dove non era programmato e  – convincendo gli esercenti – sono riuscite a organizzare quasi duecento proiezioni-evento in sale, multisale, università e cineforum, quasi tutte andate sold-out. Nel frattempo PIIGS è stato acquistato dalla RAI che lo ha trasmesso su RAI3 a dicembre, all'interno del programma Il mondo adesso, in una selezione che comprendeva solo altri quattro documentari (Life Animated, vincitore dell’Oscar e del Sundance; The Putin interviews di Oliver Stone; Going Clear–Scientology e la prigione della fede di Alex Gibney; Lo and Behold di Werner Herzog). La versione internazionale è narrata da Willem Dafoe.

## Filmografia

### Cortometraggi
- Un regalo senza parole (2005)
- Ho imparato a Volare (2006)

### Documentari
- Sicilia-Germania (2008)
- All'ombra del Gigante (2013)

### Lungometraggi
- PIIGS (2017)